# Samedans flygplats
Samedans flygplats är en flygplats i Schweiz.   Den ligger i regionen Maloja och kantonen Graubünden, i den östra delen av landet, 190 km öster om huvudstaden Bern. Samedans flygplats ligger 1 707 meter över havet och är därmed en av Europas högst belägna.